# El rey de Ys
El rey de Ys (título original en francés, Le roi d'Ys) es una ópera en tres actos y cinco escenas con música de Édouard Lalo y libreto de Édouard Blau, basada en la vieja leyenda bretona de la ciudad hundida de Ys, que fue, según la leyenda, la capital del reino de Cornouaille. Se estrenó en el Teatro del Châtelet de la Opéra Comique en París el 7 de mayo de 1888. Aparte de la obertura, la pieza más famosa de la ópera es la alborada del tenor en el Acto III "Vainement, ma bien-aimée" ("En vano, amada mía"). 
Es una ópera poco representada; en las estadísticas de Operabase aparece con sólo 5 representaciones en el período 2005-2010, siendo la primera de Lalo.

## Historia
La leyenda de la ciudad bretona de Ys, que fue engullida por el mar, aparece en la recopilación de cantos bretones Barzaz Breiz de Théodore Hersart de la Villemarqué, publicada en 1839.
Frustrado por no conseguir estrenar su primera ópera, Fiesque, compuesta hacia 1868, Lalo abandonó la composición operística por varios años, centrándose en la música orquestal, destacando entre ellas su Symphonie espagnole de 1874.
La esposa de Lalo, la contralto Julie de Marigny, de origen bretón, inspira al compositor a componer una ópera sobre la leyenda, que Édouard Blau se encarga de escribir con un estilo de Grand'Opéra. Lalo termina de componer la ópera en 1878, con el papel de Margared pensado para su esposa. Pero los teatros parisinos no aceptan representarla. Aun así, algunos fragmentos de la ópera serán interpretados en concierto. Lalo reescribe la ópera, reduciéndola a 3 actos, en 1886. El resultado, menos ambicioso, consigue finalmente ser estrenado en la Opéra-Comique en 1888. Consigue tal éxito que alcanza las 100 representaciones ese mismo año.
La ópera se estrenó en numerosas ciudades en los años siguientes, pero no consiguió llegar al Metropolitan Opera House de Nueva York hasta 1922, y pese a hacerlo con un importante reparto que incluía a Rosa Ponselle, Beniamino Gigli y Giuseppe Danise, no tuvo el favor del público y tuvo sólo 6 representaciones.
Poco representada a partir de la II Guerra Mundial, ha tenido algunas producciones destacables en los últimos años: en Toulouse en 2007 (con Inva Mula, Sophie Koch y Charles Castronovo, dirigida por Yves Abel, en Pekín en 2008, en Lieja en 2008 (representación que ha sido grabada y editada por Dynamic) y en Marsella en 2014 con Béatrice Uria-Monzon.

## Personajes
| Personaje                                                             | Tesitura      | Reparto del estreno, 7 de mayo de 1888 (Director: Jules Danbé) |
| --------------------------------------------------------------------- | ------------- | -------------------------------------------------------------- |
| El rey de Ys                                                          | bajo-barítono | Jean-Henri-Arthur Cobalet                                      |
| Margared, la hija del rey                                             | mezzosoprano  | Blanche Deschamps-Jéhin                                        |
| Rozenn, la hija del rey                                               | soprano       | Cécile Simonnet                                                |
| Príncipe Karnac                                                       | barítono      | Max Bouvet                                                     |
| Mylio, un caballero                                                   | tenor         | Jean-Alexandre Talazac                                         |
| Jahel, heraldo del rey y maestro del palacio                          | barítono      | José Bussac                                                    |
| San Corentin                                                          | bajo          | René Fournets                                                  |
| Pueblo, soldados, caballeros, sacerdotes, jinetes, damas y seguidores |               |                                                                |

## Argumento
La acción tiene lugar en la ciudad bretona de Ys a comienzos de la Edad Media.
Acto I
Terraza del palacio real de Ys
El mayordomo Jahel anuncia al pueblo la próxima boda de la princesa Margared con el príncipe Karnac, lo que pone fin a una larga guerra. Llegan las princesas Margared y Rozenn. Rozenn nota sombría a su hermana, pero no consigue saber la causa de sus penas: ella en realidad ama a Mylio, amigo de la infancia de ambas. En su lugar, se ve obligada a casarse con su enemigo como muestra de paz. Mylio, que reaparece tras años de ausencia, se encuentra con Rozenn, a quien ama. Llegan Karnac y el rey preparados para la boda que firma su alianza, y el rey va a abdicar en Margared. Pero cuando Rozenn le informa a su hermana del regreso de Mylio, ella rechaza públicamente casarse con Karnac. El príncipe, enfurecido, declara la guerra y arroja al suelo su guante, que es recogido por Mylio, que aparece ante todos en ese momento. 
Acto II
Gran sala del palacio
Mientras observa a los hombres de Karnac rodear la ciudad, Margared se da cuenta de que Mylio ama a Rozenn, aunque todavía tiene esperanzas de que sea suyo (aria: De tous côtés j'aperçois). Se esconde cuando oye llegar a su padre, a Rozenn y a Mylio. Preparados para el combate, se encomiendan a San Corentin. Los dos hombres salen y entonces Margared se muestra ante su hermana, que descubre que es a Mylio a quien ella ama. Margared desea que muera en combate. Rozenn trata de calmarla, pero Margared jura vengarse de ambos. Rozenn se confía entonces a la protección de San Corentin. 
Llanura frente a Ys
Las fuerzas de Mylio han derrotado a las de Karnac, pero él afirma que todo se lo deben a San Corentin, que está enterrado en la vecina ermita. Cuando todos se retiran aparece el derrotado Karnac, que ha perdido ha sus hombres pese a haberse encomendado al infierno para la batalla. Aparece entonces Margared y le propone vengarse: basta con abrir las compuertas de la ciudad para que ésta se inunde, pero como pesan demasiado, necesita la ayuda de Karnac para hacerlo. Desafía entonces a San Corentin a proteger la ciudad. Entonces la tumba del santo se abre y una voz del cielo insta a la pareja a arrepentirse.
Acto III
Galería del palacio
Se va a celebrar la boda entre Mylio y Rozenn. Llegan grupos de jóvenes a buscar a Rozenn, seguidos por Mylio (aria: Vainement, ma bienaimée!). Aparece Rozenn y todos se dirigen a la capilla. Llegan entonces Karnac y Margared. Ella duda en llevar a cabo su venganza después de haber oído a San Corentin, pero Karnac aviva su odio recordándole que su amado Mylio se está casando con su hermana. Ambos marchan a cumplir su venganza cuando los novios salen de la capilla y se declaran su amor. Llega el rey, dolido por no ver a su otra hija. Mylio se va para dejar a Ronzen con su padre, y ella intenta consolarlo, siendo oídos por Margared, que se arrepiente de sus actos y les dice que huyan porque la muerte les persigue. Regresa Mylio y cuenta que Karnac, a quien acaba de matar, ha abierto la compuerta. Todos huyen para salvar sus vidas
Colina sobre el mar
Los supervivientes de Ys se refugian en lo alto e imploran la ayuda de Dios, ya que el mar sigue subiendo. Margared les dice que el mar seguirá subiendo hasta que alcance a su presa, que no es otra que ella, cómplice en el delito de Karnac. Al oírla, el pueblo quiere matarla, pero son detenidos por el rey, Rozenn y Mylio. Margared sube a una roca y se arroja al mar. En ese mismo lugar se aparece después San Corentin y la tormenta se calma.

## Discografía
| Año  | Reparto (Rozenn, Margared, Mylio, Karnak, le roi)                                            | Director de Orquesta      | Sello discográfico   |
| ---- | -------------------------------------------------------------------------------------------- | ------------------------- | -------------------- |
| 1943 | Ginette Guillamat, Germaine Cernay, Gaston Micheletti, Georges Ravoux, Lucien Lovano         | Désiré Émile Inghelbrecht | Malibran Music/Pearl |
| 1954 | Geori Boué, Geneviève Moizan, Georges Noré, René Bianco, André Philippe                      | Pierre Dervaux            | Malibran Music       |
| 1957 | Janine Micheau, Rita Gorr, Henri Legay, Jean Borthayre, Pierre Savignol                      | Andre Cluytens            | EMI                  |
| 1873 | Andrea Guiot, Jane Rhodes, Alain Vanzo, Robert Massard, Jules Bastin                         | Pierre Dervaux            | Le Chant du Monde    |
| 1990 | Barbara Hendricks, Delores Ziegler, Eduardo Villa, Marcel Vanaud, Jean-Philippe Courtis      | Armin Jordan              | Erato                |
| 2008 | Guylaine Girard, Giuseppina Piunti, Sébastien Guèze, Werner van Mechelen, Eric Martin Bonnet | Patrick Davin             | Dynamic              |